# كاربينيتو
كاربينيتو (بالإيطالية: Carpeneto)‏ هي بلدية في مقاطعة ألساندريا في إقليم بييمونتي في إيطاليا.

## السكان
في سنة 1861 بلغ عدد السكان 1٬731 نسمة، وتطور العدد ليصل في سنة 2011 لـ 991 نسمة.
يظهر هذا المخطط البياني تطور النمو السكاني لـ كاربينيتو